# Неминистерское ведомство
Неминистерское ведомство (англ. Non-ministerial government departments, NMGDs) — разновидность ведомств правительства Соединённого Королевства. Над деятельностью таких ведомств не осуществляется контроль министерств. Некоторые из них выполняют контролирующую или инспекционную функцию, что позволяет защитить их статус от политического вмешательства. Их возглавляют высокопоставленные государственные служащие; некоторые ведомства возглавляются постоянным должностным лицом, например, постоянным секретарём или вторым постоянным секретарём.

## Обзор
Статус неминистерских ведомств постоянно меняется. Старшие должностные лица налоговой и таможенной службы Его Величества находятся в тесном сотрудничестве с министрами кабинета. Ежегодно в Законе о финансах устанавливаются основные принципы взаимодействия с кабинетом министров. В то же время, министры и парламент не могут вмешиваться в повседневные налоговые решения, поскольку большинство ведомств являются независимыми органами.
Ряд ведомств в большей степени являются независимыми органами; например, Комиссия по благотворительности, Ofsted и экономические регулирующие органы, такие как Управление по конкуренции и рынкам или Комиссия почтовых услуг. Эти органы являются «законотворческими», то есть они соблюдают законы, но у них нет полномочий вносить в них изменения. Их политическая независимость обеспечивается при одном условии, если они имеют статус государственных ведомств. При этом они почётны только парламенту и судам. Их бюджеты обычно устанавливаются Казначейством, а не ведомством, которое их учредило. Они часто финансируются за счёт лицензионных сборов, уплачиваемых отраслями, которые они регулируют.
Агентство по пищевым стандартам — это NMGD, который был создан слиянием двух крупных подразделений Министерства здравоохранения и Министерства сельского хозяйства, рыболовства и продовольствия. Это преследовало следующую цель — заверить общественность (после кризиса губкообразной энцефалопатии крупного рогатого скота (англ. bovine spongiform encephalopathy, BSE)) в том, что решения безопасности пищевых продуктов в будущем будут приниматься независимым от политического контроля органом. Поэтому был создан орган финансового регулирования и надзора Великобритании FSA (Financial Service Authority) с целью исключения безопасности пищевых продуктов без вмешательства политики. FSA не требовалось одобрения министерства для исполнения своих действий, даже при ведении переговоров и согласовании в соответствии с европейским законодательством от имени Великобритании.

## Список неминистерских ведомств
Кабинетом Министров утверждён список из 20 ведомств:
- Комиссия по благотворительности Англии и Уэльса
- Управление по вопросам конкуренции и рынкам
- Королевская прокурорская служба
- Агентство пищевых стандартов
- Комиссия по лесному хозяйству
- Государственный актуарный департамент
- Правовой департамент
- Земельный кадастр Её Величества
- Налоговое и таможенное управление Её Величества
- Национальный архив
- Национальное агентство по борьбе с преступностью
- Национальные сбережения и инвестиции
- Управление стандартов в образовании, услугах по защите детей
- Управление рынка газа и электроэнергии
- Управление регулирования норм в сфере квалификаций и профессионального тестирования
- Управление железных и автомобильных дорог
- Управление по борьбе с мошенничеством в крупных размерах
- Верховный суд Великобритании
- Национальная статистическая служба
- Управление по регулированию водоснабжения